# 高跟鞋教堂

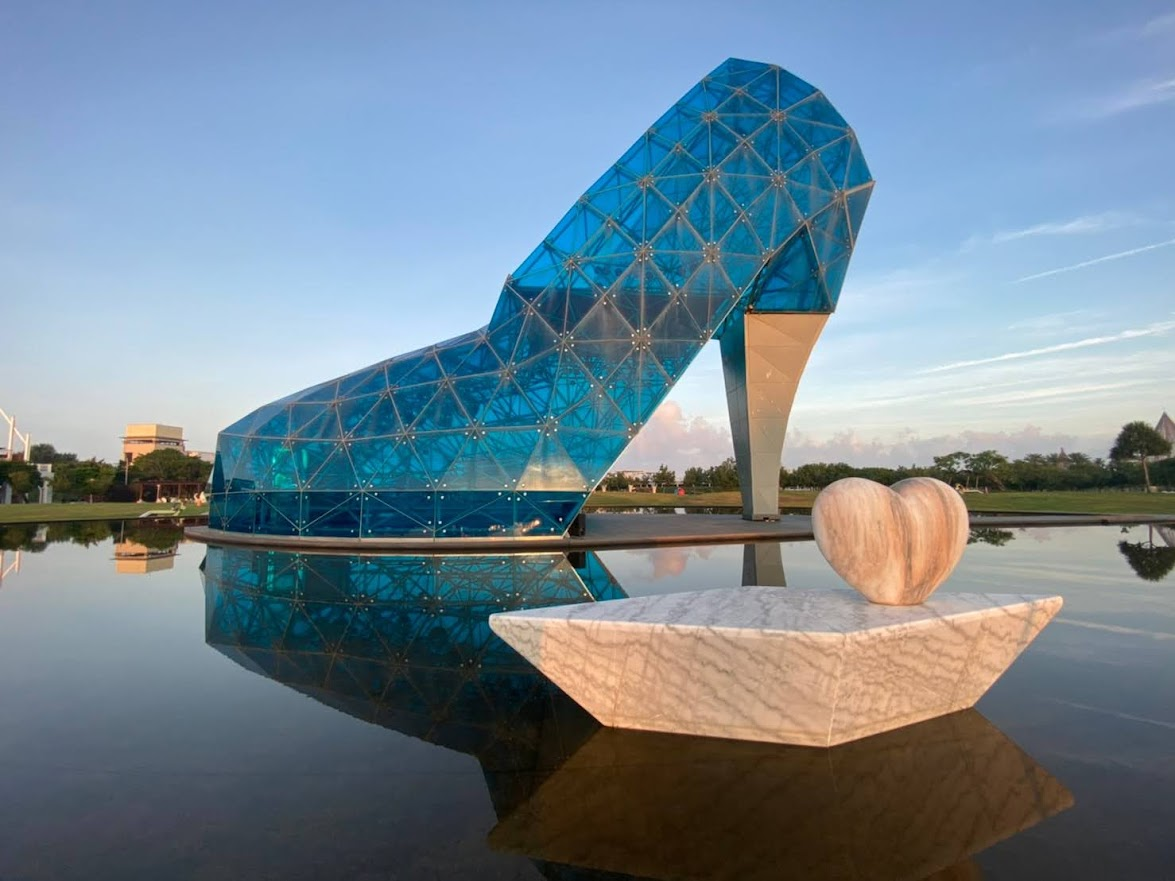
高跟鞋教堂

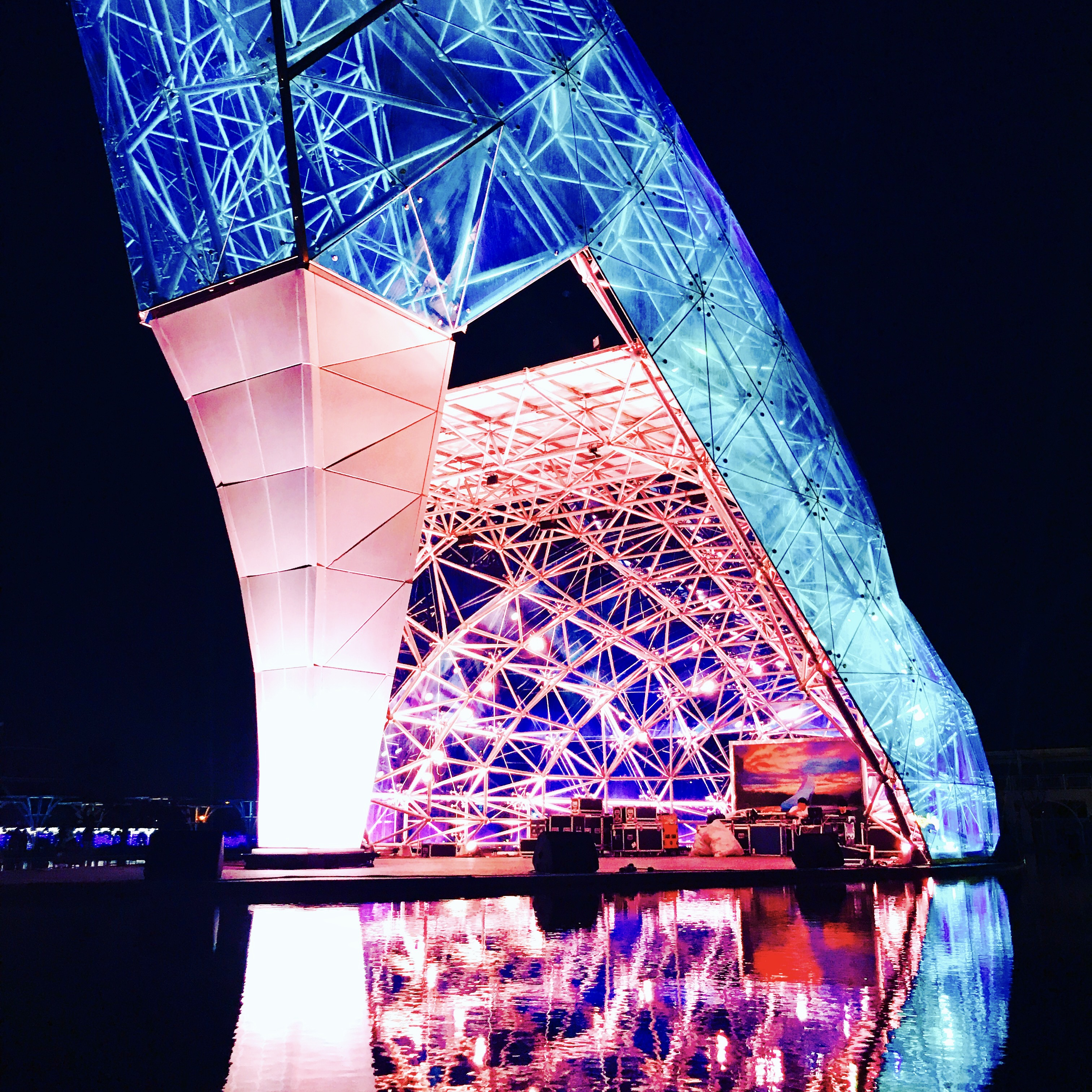
高根鞋教堂內部

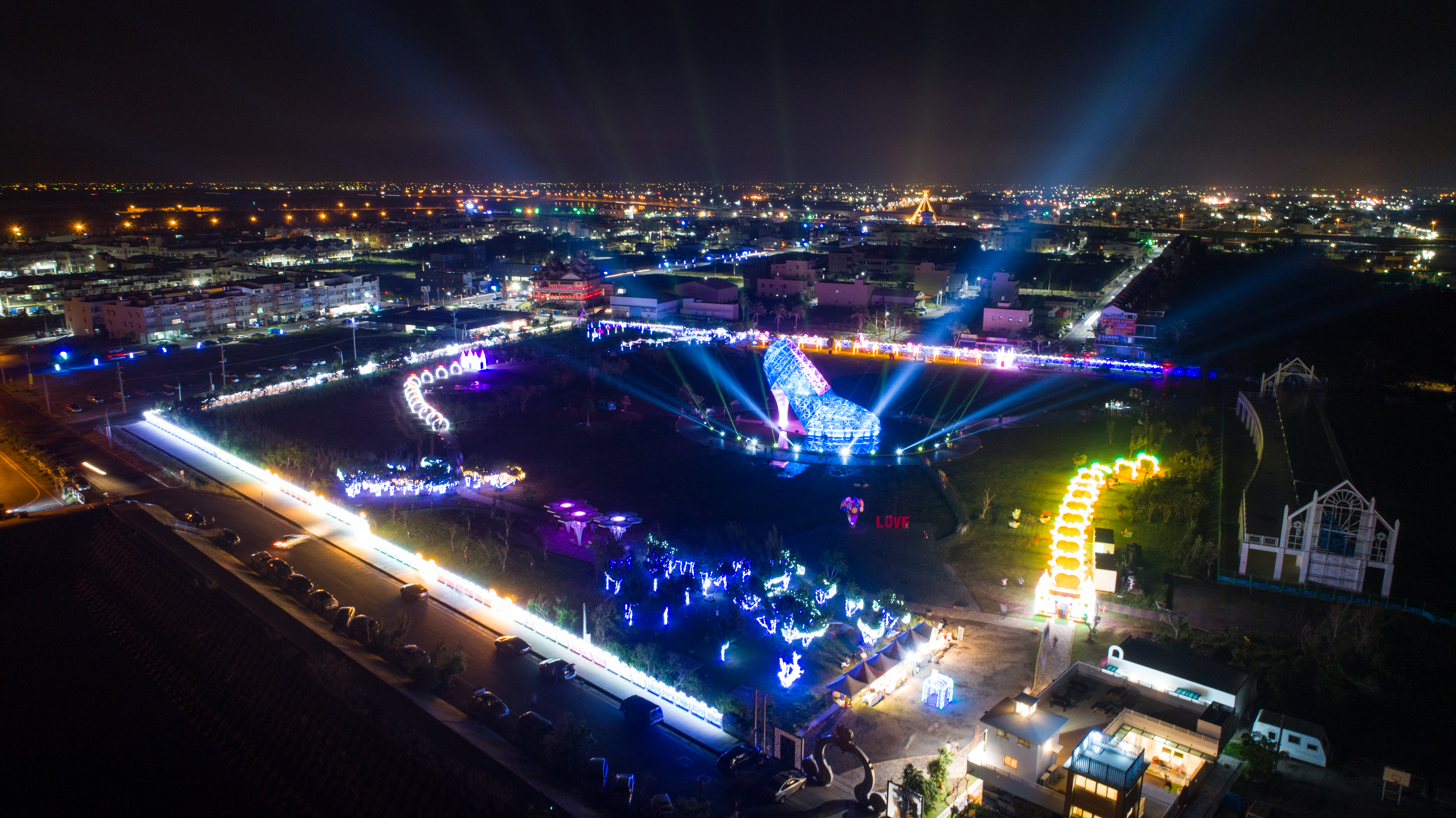
高跟鞋教堂（布袋海景公園）空拍實景

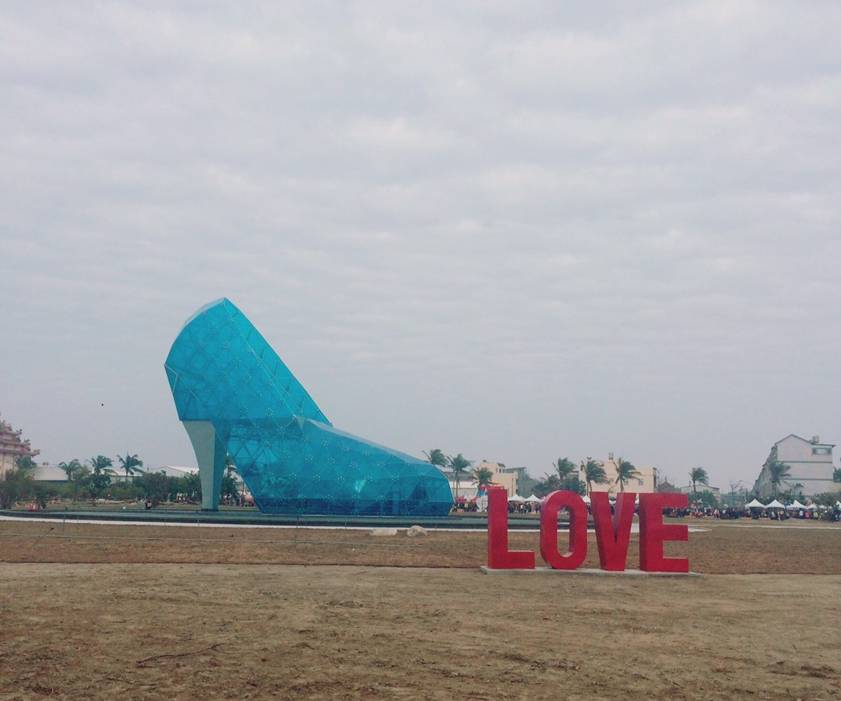
名為教堂而非教堂的高跟鞋教堂是一座無任何宗教的西式結婚禮堂

高跟鞋教堂 ，又稱玻璃高跟鞋教堂，是位於臺灣嘉義縣布袋鎮海景公園內的大型裝置藝術造景，由雲嘉南濱海國家風景區管理處建造。雖名為教堂，但不是基督教宗教場所，未有牧師或神父等神職人員駐在，與水晶教堂同為無宗教性的西式結婚禮堂及婚紗拍攝地點。

## 建築特色
外觀為藍色透明玻璃高跟鞋造型，主體結構總高約17公尺，長達11公尺，以1269根鋼架和320片玻璃拼組而成，每片玻璃的大小與拼裝角度各異，總工程費用耗資新台幣2317萬元。

整體設計象徵女孩夢想的美麗高跟鞋與幸福人生，設計概念則取自台灣近現代嫁娶文化中，新娘穿上高跟鞋踏破瓦片，以此告別過去不好的種種，從此展開美好人生的意涵。

## 金氏世界紀錄
2016年4月申請了吉尼斯世界纪录，同年6月23日獲得金氏世界紀錄認證為全世界最大高跟鞋型建築物。
經查先前世界紀錄最大的高跟鞋建築高度僅9公尺，但高跟鞋教堂為17.76公尺，幾乎超過一倍，因此吸引超過300多家國外媒體報導。

## 建造背景
台灣嘉南沿海地帶，過去曾經因烏腳病盛行，導致一名將軍鄉的王姓女子在婚前發病，而必須截斷足部，無法在結婚時穿上高跟鞋展開全新的人生。雲嘉南濱海國家風景管理處認為，在布袋鎮建造一座象徵未來幸福的玻璃高跟鞋教堂，可藉此彌補當年許多因烏腳病而被迫截去雙足女子的心中遺憾，完成她們的夢想。同時，期待藉由高跟鞋教堂的設立，作為雲嘉南地區告別過去貧瘠時光的象徵，希望以此開創當地觀光產業，推動嘉義縣沿海地區發展進入一段嶄新未來。

## 爭議
高跟鞋教堂在建造期間就不斷飽受外界質疑，擔心將來可能淪為養蚊館等種種問題而一度停工，後來經布袋鎮長陳鳳梅、嘉義縣議員蔡瑋傑、布袋鎮代表會主席邱彬、副主席蕭震穎、民進黨海區立委參選人蔡易餘、布袋餐飲界代表黑皮、觀光漁筏業者陳冠魁、雲嘉南號遊艇業者林玲蘭爭取下，才又低調復工。

建築本身及造型美感則引發台灣建築界討論，認為玻璃高跟鞋教堂的建築設計，與當地以濕地、漁村景色為主的沿海環境差異過大，欠缺建築必須與在地連結的審慎思考。東海大學建築學系主任邱浩修指出，高跟鞋教堂的建造，不論在歷史面、文化面、環境面、藝術面或宗教面的考量上，都有所不足，導致缺乏遊客。
亦有人認為把高跟鞋與當地烏腳病史扯上關係說法牽強，因為當地烏腳病史相關文獻並沒有任何關於高跟鞋的紀錄。